# 4e régiment de Marines
Le 4e régiment de Marines est un régiment basé à Camp Schwab (en) à Okinawa faisant partie de la 3e division des Marines.

## Historique
Un contingent est affecté dans la concession internationale de Shanghai sous le nom de China Marines entre 1927 et 1941.